# Морнарички истражитељи: Лос Анђелес
Морнарички истражитељи: Лос Анђелес (енгл. NCIS) је америчка акциона телевизијска серија са помешаним елементима војне драме и жанра полицијске процедуре која је премијерно почела на каналу ЦБС 22. септембра 2009. године.  Серија прати рад Одељења за посебне (ОПР-а), елитног одреда Морнаричко-злочинско-истражитељске службе стационираног у Лос Анђелесу које је усавршено за тајне задатке. МЗИС: Лос Анђелес је први „спиноф” успешне серије "Морнарички истражитељи".
Главну поставу серије су првобитно чинили Крис О’Донел, Питер Камбор, Данијела Руа, Адам Џамал Крег, Линда Хант и Ел Ел Кул Џеј. Камбор и Крејг су уназађени у епизодну поставу током односно на крају 1. сезоне, Фоа је исписан на крају 12. сезоне, а Хантова је унеазађена у „посебну гошћу“ на почетку 13. сезоне. У главној постави су и Ерик Кристијан Олсен, Рене Фелис Смит, Мигел Ферер, Ниа Лонг после смрти Мигела Ферера. Медалион Рахими, Кејлеб Кастил и Џералд Мекрејни.
Серија је добила уопштено помешана мишљења критичара који су говорили да је уопштено серије по пропису, али са формулом серије МЗИС. МЗИС Лос Анђелес је, као и остале серије у франшизи, добро гледани хит ЦБС-а.
БС је 31. марта 2022. обновио серију за четрнаесту сезону која је премијерно приказана 9. октобра 2022. Дана 20. јануара 2023. објављено је да ће се серија завршити после четрнаесте сезоне, а последња епизода је емитована 21. маја 2023.

## Опис
Радња серије Морнарички истражитељи: Лос Анђелес прати посебне агенте Сема Хану (Ел Ел Кул Џеј) и Гришу Калена (Крис О'Донел), тајне агенте додељене Одељењу за специјалне пројекте, посебном огранку морнаричко-злочинско истражитељске службе која се усавршила за тајне задатке. Сем је бивши амерички морнарички МВК-овац и бивши члан Екипе 6 МВК-а и посвећен породични човек. Кален је бивше сироче који је постао „легенда“ под будним оком руководитељке операција Хенријете „Хети“ Ленг (Линда Хант). На почетку серије, Сем, Кален и Хети сарађују са посебном агенткињом Кензи Блај (Данијела Руа), стручњаком за борбу прса у прса, обученом снајперисткињом и форензичарком, агентом почетником Домиником Вејлом (Адам Џамал Крег), оперативним психологом Нејтом Гејцом (Питер Камбор) и техничким оператером Ериком Билом (Берет Фоа). Вејла отимају терористи на половини прве сезоне и након раздобља држања као таоца он бива убијен током свог спашавања пред крај сезоне. Гејц, у међувремену, улази у обуку да постане агент у задњој половини сезоне и прераспоређен је током друге сезоне, а након тога се враћа на повремена гостовања.
У 2. сезони, детектив СУП-а Марти Дикс (Ерик Кристијан Олсен), пошто је помогао у неколико случајева крајем претходне сезоне, придружује се екипи ОСП-а као веза између СУП-а и МЗИС-а и замењује Вејла на месту Кензиног ортака. Он је на овом положају био до промене у одељењу у 12. сезони када је његов положај укинут након чега је завршио ФЛЕТЦ обуку и званично се придружио МЗИС-у као истражитељ. Током серије, Дикс и Кензи полако еволуирају од ортака до љубавника, а венчали су се у 10. сезони. Екипи се такође придружује аналитичарка обавештајних служби Нел Џоунс (Рене Фелис Смит), сјајна агенткиња за коју се Хети надала да ће су на крају заузели њено место и која формира блиску везу са Билеом.
Током треће сезоне, помоћник директора Овен Гренџер (Мигел Ферер), Хетиин стари пријатељ, је додељен екипи као надзорник са њом и успева да развије срдачан однос са екипом упркос хладном почетку. У 8. сезони, Гренџер је оболео од рака што се поклопило са Фереровом стварном борбом са болешћу. Након Ферерове смрти, написано је да је Гренџер побегао из болнице док се опорављао од неуспелог покушаја атентата, а касније је потврђено да је умро због своје болести током следеће сезоне.
У 9. сезони, извршна помоћница директора Пацифика (ИПДПАЦ) Шеј Мозли (Ниа Лонг) је додељена ОСП-у пошто је Хети отишла на лични задатак да ослободи старог колегу у Вијетнаму. Екипа је касније спашава када је задатак кренуо по злу. Мозлијева, у међувремену, шаље екипу на непотребни задатак у Мексико да спасе њеног сина од њеног бившег мужа злочинца на крају сезоне. Иако је успео у својим циљевима, задатак је исходио смрћу Мозлине помоћнице од поверења, рањавањем већине остатка екипе и стављањем ОСП-а под микроскоп на почетку 10. сезоне. Мозлијева касније прихвата пуну одговорност, даје оставку и крије се са сином како би побегла од картела који је био у савезу са њеним бившим (кога је убила током задатка).
Током 11. и 12 сезоне, агенти почетници Фатима Намази (Медалион Рахими) и Девин Раунтри (Кејлеб Кастил) су регрутовани у ОСП док су Бил и Џоунсова отишли у лично одсек на крају 12. сезоне. Пошто је Хети отишла да врши контролу штете из претходног задатка, адмирал Холас Килбрајд (Џералд Мекрејни), који је помагао ОСП-у у више случајева, одређен је уместо ње као привремени руководилац операција у 13. сезони.

## Улоге
- Крис О’Донел као Гриша Кален
- Питер Камбор као Нејт Гејц (главни: сезона 1; епизодни: сезоне 2−8, 13−14)
- Данијела Руа као Кензи Блај
- Адам Џамал Крег као Доминик Вејл (сезона 1)
- Линда Хант као Хенријета Ленг (главни: сезоне 1−12; гост: сезона 13)
- Ел Ел Кул Џеј као Сем Хана
- Берет Фоа као Ерик Бил (сезоне 1−12)
- Ерик Кристијан Олсен као Марти Дикс (главни: сезоне 2−14; епизодни: сезона 1)
- Рене Фелис Смит као Нел Џоунс (главни: сезоне 2−12; гост: сезона 14)
- Мигел Ферер као Овен Гренџер (главни: сезоне 5−8; епизодни: сезоне 3−4)
- Ниа Лонг као Шеј Мозли (сезоне 9−10)
- Медалион Рахими као Фатима Намази (главни: сезоне 11−14; епизодни: сезона 10)
- Кејлеб Кастил као Девин Раунтри (главни: сезоне 12−14; епизодни: сезона 11)
- Џералд Мекрејни као Холас Килбрајд (главни: сезоне 13−14; гост: сезоне 6 и 11; епизодни: сезоне 10 и 12)

## Епизоде
| Сезона | Сезона | Епизоде | Датум емитовања     | Датум емитовања |
| Сезона | Сезона | Епизоде | Почетак             | Крај            |
| ------ | ------ | ------- | ------------------- | --------------- |
|        | Увод   | 2       | 28. април 2009.     | 5. мај 2009.    |
|        | 1      | 24      | 22. септембар 2009. | 25. мај 2010.   |
|        | 2      | 24      | 21. септембар 2010. | 17. мај 2011.   |
|        | 3      | 24      | 20. септембар 2011. | 15. мај 2012.   |
|        | 4      | 24      | 25. септембар 2012. | 14. мај 2013.   |
|        | 4      | 24      | 24. септембар 2013. | 13. мај 2014.   |
|        | 6      | 24      | 29. септембар 2014. | 18. мај 2015.   |
|        | 7      | 24      | 21. септембар 2015. | 2. мај 2016.    |
|        | 8      | 24      | 25. септембар 2016. | 14. мај 2017.   |
|        | 9      | 24      | 1. октобар 2017.    | 20. мај 2018.   |
|        | 10     | 24      | 30. септембар 2018. | 19. мај 2019.   |
|        | 11     | 22      | 29. септембар 2019. | 26. април 2020. |
|        | 12     | 18      | 8. новембар 2020.   | 23. мај 2021.   |
|        | 13     | 22      | 10. октобар 2021.   | 22. мај 2022.   |
|        | 14     | 21      | 9. октобар 2022.    | 21. мај 2023.   |

### Унакрсне
| Укрштање између | Укрштање између   | Укрштање између   | Епизода | Врста                     | Глумац/глумица | Датум емитовања             |
| Серија А | Серија Б          | Серија В          | Епизода | Врста                     | Глумац/глумица | Датум емитовања             |
| --- | ----------------- | ----------------- | --- | ------------------------- | --- | --------------------------- |
| МЗИС: Лос Анђелес | МЗИС              |                   | "Идентитет" (МЗИС: Лос Анђелес 1.1)                                                                              | Појава лика               | Појављивање у серији А: Роки Керол | 22. септембар 2009.         |
| Пошто се успешно опоравио од скоро фаталних повреда на крају епизоде "Легенда (2. део)" Кален се вратио у ОСП чије је седиште пресељено на ново место. Његов први случај када се вратио је случај војног командира кога је отео нарко картел и на крају убио током пуцњаве између чланова картела и полиције. Екипа убрзо открива да је командирове акције против картела у Мексику можда угрозиле високо поверљиву војну операцију и угрозити живот командирове сестричине, тако да екипа мора да се трка са временом да спасе живот девојчице пре него што буде касно. |                   |                   | |                           | |                             |
| МЗИС: Лос Анђелес | МЗИС              |                   | "Тражи и уништи" (МЗИС: Лос Анђелес 1.4)                                                                         | Појава лика               | Појављивање у серији А: Роки Керол | 13. октобар 2009.           |
| Ментално нестабилан Ирачанин и ратни ветеран долази у ЛА и његови поступци покрећу низ убистава. Док екипа тражи бившег војника, лично сигурносно предузеће са својим смртоносним подсетником ускаче и ремети случај. |                   |                   | |                           | |                             |
| МЗИС: Лос Анђелес | МЗИС              |                   | "Пуцањ" (МЗИС: Лос Анђелес 1.5)                                                                                  | Појава лика               | Појављивање у серији А: Поли Перет и Роки Керол | 20. октобар 2009.           |
| Извођач радова је убијен док је скијао на води, а екипа се боји да су се његове поверљиве софтверске тајне изгубиле док не пронађу осумњичену: севернокорејску атентаторку по имену Ли Ван Каи која је можда повезана са директором Венсон и чија је властита присутност прогонила директора Венса неколико година. У међувремену, агент приправник Доминик Вејл иде на тајни задатак по први пут. |                   |                   | |                           | |                             |
| МЗИС: Лос Анђелес | МЗИС              |                   | "Отпор" (МЗИС: Лос Анђелес 1.7)                                                                                  | Појава лика               | Појављивање у серији А: Роки Керол | 10. новембар 2009.          |
| Распон надзорних фотографија је пронађен на телу мртве жене што окреће екипу у решавање случаја Каленовог скоро фаталног рањавања од пре неколико месеци. На крају иду на врло опасан задатак: да открију ко је наручио Каленово убиство и да се приведе његов убица у покушају правди. |                   |                   | |                           | |                             |
| МЗИС: Лос Анђелес | МЗИС              |                   | "Заседа" (МЗИС: Лос Анђелес 1.8)                                                                                 | Појава лика               | Појављивање у серији А: Роки Керол | 17. новембар 2009.          |
| Док је Хети у Сенату на расправи у Вашингтону, истрага о нестанку каплара води екипу МЗИС-а до украдених противоклопних ракета и опасном паравојном скупу који је специјални агент Мајк Ренко истраживао, а Кален и Сем су упали у клопку. |                   |                   | |                           | |                             |
| МЗИС: Лос Анђелес | МЗИС              |                   | "Намерна случајност" (МЗИС: Лос Анђелес 1.9)                                                                     | Појава лика               | Појављивање у серији А: Поли Перет и Роки Керол | 24. новембар 2009.          |
| Кад је морнарички инжењер убијен, екипа верује да међународна шпијунажа може бити мотив за његово убиство, али они су потресени кад форензичарка Еби Шуто дође из Вашингтона у Лос Анђелес са податком да је могући серијски убица кога она зове "Фантом" одговоран. Она такође тврди да је оно што га чини тако јединственим његов МО, а то је да су његова убиства потпуно случајна, без понављања, и да сам убица не оставља физичке доказе било какве врсте иза себе. Међутим, када је Еби отета након што је провела вече у кафићу са Ериком, Кален и екипа се налазе у трци са временом да спасу Еби и зауставе убицу пре него што буде касно. |                   |                   | |                           | |                             |
| МЗИС: Лос Анђелес | МЗИС              |                   | "Лов" (МЗИС: Лос Анђелес 1.22)                                                                                   | Појава лика               | Појављивање у серији А: Роки Керол | 11. мај 2010.               |
| Екипа је у потрази за главом терористичке организације одговорне за отмицу Дома Вејла који је побегао током хапшења војске. Екипа ОСП-а се бори да се помири са Домовом трагичном смрћу, а Хети размишља о наставку рада као управника операција ОСП-а. |                   |                   | |                           | |                             |
| МЗИС: Лос Анђелес | МЗИС              |                   | "Кален Г." (МЗИС: Лос Анђелес 1.24)                                                                              | Појава лика               | Појављивање у серији А: Дејвид Дејан Фишер | 25. мај 2010.               |
| Екипа МЗИС-а се трка са временом да заустави брутални убиствени поход који је покренуо нуклеарни рат на Блиском истоку, а Кален се налази у врло личној врло опасној мисији у својој каријери како би пронашао жену која можда зна одговоре о његовом правом идентитету и прошлости. |                   |                   | |                           | |                             |
| МЗИС: Лос Анђелес | МЗИС              |                   | "Породица (2. део)" (МЗИС: Лос Анђелес 2.24)                                                                     | Појава лика               | Појављивање у серији А: Роки Керол | 17. мај 2011.               |
| Хетина оставка погађа Калена и екипу док истражују да је пронађу. Откривено је да је у случај умешана и Каленова тајанствена прошлост и да је Хети члан породице која покушава да убије Калена годинама. |                   |                   | |                           | |                             |
| МЗИС: Лос Анђелес | МЗИС              |                   | "Ленг Х." (МЗИС: Лос Анђелес 3.1)                                                                                | Појава лика               | Појављивање у серији А: Роки Керол | 20. септембар 2011.         |
| Екипа за специјалне пројекте путује у Румунију да тражи Хети док се суочава са историјом мафијашке породице Комеску и њиховом повезаности са Каленом. Хети се суочава са Алексом, шефицом породице Комсеку и открива да је Каленов деда био агент ОСП-а и да је побио неколико чланова породице. Комескуови су узвратили, убили су Каленову мајку, али оставили су Калена и његову сестру живе. У међувремену, Ерик и Нел откривају да је Лорен Хантер, привремени управник операција, члан породице Комеску. На крају је откривено да је Хантерова преузела идентитет Итаке Вадим - члана породице која се удаљила од њих - да би се убацила у породицу Комеску. Остали чланови екипе нису свесни њене праве верности све док не убије Алексу и не узме лаптоп од Комескуових. Епизода се завршава висећом судбином кад остали схвате да је Хети упуцала Алекса. Хети пада на земљу и њена судбина је непозната. |                   |                   | |                           | |                             |
| Хаваји Пет-0 | МЗИС: Лос Анђелес |                   | "Дорба борба" ('Хаваји Пет-0 2.6)                                                                                | Појава лика               | Појављивање у серији A: Данијела Руа | 24. октобар 2011.           |
| Џона Вајт је позвао агенткињу Кензи Блај да погледа снимак Џона Мекгарета, гувернера Џејмсона и Воа Фата за Стива Мекгарета, али је она препознала само реч "Шелбурн". |                   |                   | |                           | |                             |
| Хаваји Пет-0 | МЗИС: Лос Анђелес |                   | "Додир смрти" (Хаваји 5-0 2.21)"Додир смрти" (МЗИС: Лос Анђелес 3.21)                                            | Дводелна унакрсна епизода | Појављивање у серији A: Крис О’Донел, Ел Ел Кул Џеј и Крег Роберт ЈангПојављивање у серији Б: Скот Кан и Данијел Деј Ким | 30. април 2012.1. мај 2012. |
| Пошто Мекгарет још увек није у земљи, Пет-0 истражује смрт бившег војника умрлог од напредних великих богиња. Открили су да су жртва и још неколико несталих били изложени богињама јер су мислили да испитују нови облик противдепресива. Пронађен је осумњичени, Дракул Комеску из румунске злочиначке породице Комеску. Агенти Сем Хана и Џи Кален из МЗИС-а у Лос Анђелесу позвани су да помогну Пет-0 јер Кален зна Комескуове. Открили су уплату коју је Комеску направио на Пешчаном острву и пронашли тамо лабораторију и још испитаника тамо. После хапшења Комескуовог возача, екипа је открила да је Комеску понео неке узорке да их прода. Продаја је спречена, а Кален је убио Комескуа. Међутим, узорци су били од физиолошког раствора и да је протерани лекар са којим је Комеску радио Џарод Продмен понео праве узорке и већ стигао у Лос Анђелес.Детективи Дени Вилијамс и Чин Хо Кели из "Хаваја Пет-0" долазе у Лос Анђелес како би са Каленом, Семом и Одељењем за специјалне пројекте пронашли и зауставили Џарода Продмена, лекара који носи неколико бочица богиња способних за брисање пола популације. Они су на крају пронашли и заробили Продмена који открива да је већ продао бочице др. Рејчел Холдинг коју не могу да нађу. Истрага открива да Холдингова верује да је земљина популација нарасла преввише у последњих хиљаду година и даје мајице заражене богињама малолетницима који ће заузврат узроковати ширење великих богиња. Упркос напорима, Холденова је на крају ухваћена и ухапшена. |                   |                   | |                           | |                             |
| МЗИС: Лос Анђелес | МЗИС              |                   | "Президијум (3. део)" (МЗИС: Лос Анђелес 6.3)                                                                    | Појава лика               | Појављивање у серији А: Роки Керол | 13. октобар 2014.           |
| Једна Хетина је нападнута што је исходовало смрћу њеног телохранитеља. Док се истрага над екипом наставља, екипа балансира испитивање и хватање одговорног. На крају Венс открива да је истрага ОСП-а начин да извуче Хети ван Лос Анђелеса и да је заштити од кртице у екипи и да заштити њен живот, што доводи екипу до открића старог непријатеља Матијаса, који је одговоран за нападе, а епизода се завршава када Кален обећава да ће да нађе Матијаса и да га убије. |                   |                   | |                           | |                             |
| Шкорпија | МЗИС: Лос Анђелес |                   | "Праве боје" (Шкорпија 1.06)                                                                                     | Појава лика               | Појављивање у серији A: Линда Хант | 27. октобар 2014.           |
| Када је прихватио посао обезбеђења у музеју уметности, Шкорпија је оптужен да је уништио непроцењиво уметничко дело за које је утврђено да је кривотворина. Они морају да прођу обавезну психолошку процену или ће им бити забрањени сви задаци везани за Државну безбедност. Гало има везу, Хети Ленг, управницу операција из МЗИС-а у Лос Анђелесу, која им је помогла да пронађу праву уметнину. Пејџ је дала Волтеру задатак да дође до осећајне памети како би екипа могла још да ради и замолила их је за помоћ јер Ралф нема са ким да иде на прославу Ноћи вештица у школи. |                   |                   | |                           | |                             |
| МЗИС: Лос Анђелес | МЗИС              |                   | "Крив је Рио" (МЗИС: Лос Анђелес 7.5)                                                                            | Појава лика               | Појављивање у серији А: Мајкл Ведерли | 19. октобар 2015.           |
| Специјални агент МЗИС-а из Вашингтона Ентони Динозо мл. се спаја са екипом из Лос Анђелеса да претражи град након што је његов затвореник побегао из притвора на лету из Сингапура у Лос Анђелес. |                   |                   | |                           | |                             |
| МЗИС: Лос Анђелес | Војни адвокати    |                   | "Наплата" (МЗИС: Лос Анђелес 8.15)                                                                               | Појава лика               | Појављивање у серији А: Џон М. Џексон | 19. фебруар 2017.           |
| Док екипа жури да спаси Кензи, откривају како се преиспитују коме да верују кад се стара лица поново појављују. |                   |                   | |                           | |                             |
| МЗИС: Лос Анђелес | Војни адвокати    |                   | "Ратни ожиљци" (МЗИС: Лос Анђелес 8.21)                                                                          | Појава лика               | Појављивање у серији А: Џон М. Џексон | 23. април 2017.             |
| Када је ветеран отео подмићеног администратора, екипа мора да ради са Хетиним старим пријатељима од којих је један А. Џ. Чегвиден да би пронашли и открили шта се дешава. |                   |                   | |                           | |                             |
| МЗИС: Лос Анђелес | Војни адвокати    |                   | "Златни дани" (МЗИС: Лос Анђелес 8.22)                                                                           | Појава лика               | Појављивање у серији А: Џон М. Џексон | 30. април 2017.             |
| Екипа ради са Хетиним бившим колегом из Вијетнамског рата на проналаску злата вредног 40 милиона долара, али ствари постајуе сложеније када се друге странке, које такође занима злато, укључе у потрагу. Дикс прима изненађујуће вести од детектова Витинга о свом случају у УК-у. |                   |                   | |                           | |                             |
| МЗИС: Лос Анђелес | Војни адвокати    |                   | "Овако ми радимо" (МЗИС: Лос Анђелес 9.8)                                                                        | Појава лика               | Појављивање у серији А: Џон М. Џексон | 19. новембар 2017.          |
| Кад је скупина избеглица и цариника заклана близу границе са Кампом Пендлтоном, екипа је открила да су убице тамо због једног њиховог старог непријатеља. Нел мора да ради са својом старијом сестром Сидни која вили да шефује, а која је аналитичарка Државне безбедности. |                   |                   | |                           | |                             |
| МЗИС: Лос Анђелес | Војни адвокати    |                   | "Заточеници (1. део)" (МЗИС: Лос Анђелес 9.13)                                                                   | Појава лика               | Појављивање у серији А: Џон М. Џексон | 19. јануар 2018.            |
| Ерик и Нел су пронашли шифровану поруку коју је Хети оставила у књизи и која указује на град Хо Ши Мин у Вијетнаму. На први поглед, они су се сукобили са Мозлијевом док покушавају да открију шта Хети ради тамо, али се Мозлијева вратила и донела им карте за Вијетнам. У међувремену, Хети покушава да изгледа лудо док је испитује "купац" који тражи један тајни податак који она има. |                   |                   | |                           | |                             |
| МЗИС: Лос Анђелес | Војни адвокати    |                   | "Збогом, Вијетнаме (2. део)" (МЗИС: Лос Анђелес 9.14)                                                            | Појава лика               | Појављивање у серији А: Џон М. Џексон | 11. март 2018.              |
| Екипа ОПР-а мора да ради са Хетином старом јединицом како би је пронашла пре него што буде продата, а Нел и Ерик са Сидни како би открили податак који би помогао екипи. |                   |                   | |                           | |                             |
| МЗИС: Лос Анђелес | Војни адвокати    |                   | "Чувар (1. део)" (МЗИС: Лос Анђелес 10.23)                                                                       | Појава лика               | Појављивање у серији А: Дејвид Џејмс Елиот | 12. мај 2019.               |
| Кален и Сем су отпутовали на БСД Савез у Персијском заливу како би радили са капетаном војним Хармоном Рабом мл. када је екипа открила терористичку претњу на војним областима. |                   |                   | |                           | |                             |
| МЗИС: Лос Анђелес | Војни адвокати    |                   | "Лажна застава (2. део)" (МЗИС: Лос Анђелес 10.24)                                                               | Појава лика               | Појављивање у серији А: Дејвид Џејмс Елиот и Кетрин Бел | 19. мај 2019.               |
| Кален, Хана и Раб су затворили неколико осумњичених на Савезу, али су симултано били принуђени да реше иранске снаге које се приближавају ирачкој граници. Сара Меккензи помаже остатку екипе да размрси сложену шпијунску мрежу у коју су умешани покварени руски дипломата, чеченски терористи и јако наметљиви ИДИС. Ерик је растрзан између боравка са Нел и њеном мајком у болници и отклањања терористичке претње и спречавања Трећег светског рата. |                   |                   | |                           | |                             |
| МЗИС: Лос Анђелес | Војни адвокати    |                   | "Нека судбина одлучи (3. део)" (МЗИС: Лос Анђелес 11.1)                                                          | Појава лика               | Појављивање у серији А: Дејвид Џејмс Елиот и Кетрин Бел | 29. септембар 2019.         |
| Кален и Сем раде са капетаном војним Хармоном Рабом мл. на хватању шпијуна на БСД Савез. Хети покушава да спречи ракетни напад на Блиском истоку. Кензи и Дикс су заробљени у ЦИА-иној покретној једини у Ираку током напада. |                   |                   | |                           | |                             |
| МЗИС: Лос Анђелес | Војни адвокати    |                   | "Закон понашања" (МЗИС: Лос Анђелес 11.20)                                                                       | Појава лика               | Појављивање у серији А: Кетрин Бел | 26. април 2020.             |
| Сем, Кален и Раунтри су отпутовали у Авганистан да помогну на осетљивом случају након што су двојица МВК-оваца изјавила како је њихов надређени убио ненаоружаног затвореника. |                   |                   | |                           | |                             |
| МЗИС | МЗИС: Хаваји      | МЗИС: Лос Анђелес | "Превише кувара" (МЗИС 20.10)"Велики лажњак" (МЗИС: Хаваји 2.10)"Долазе тешка времена" (МЗИС: Лос Анђелес 14.10) | Троделна унакрсна епизода | Појављивање у серији A: Крис О’Донел, Ел Ел Кул Џеј, Ванеса Лешеј и Ноа МилсПојављивање у серији Б: Гери Кол, Брајан Дицен, Крис О'Донел и Ел Ел Кул ЏејПојављивање у серији В: Гери Кол, Вилмер Валдерама, Ванеса Лешеј и Јасмин Ал-Бустами | 9. јануар 2023.             |
| Агенти са Хаваја и из Лос Анђелеса састају се у Вашингтону како би присуствовали одласку у пензију вољеног професора из ЦОСОР-а, али када је он тог јутра извршио самоубиство, екипе раде заједно како би утврдили зашто је имао поверљиве досијее. Накратко се сматрало да је Мекги одговоран за издају, иако је убрзо након тога ослобођен кривице. Случај је прерастао у потеру за Сајмоном Вилијамсом чија је слика била на зиду Најтраженијих МЗИС-а током дужег раздобља, а затим добија суморни обрт када су Палмер и Тенантова нестали.Тенантову и специјалисту судске медицине Џимија Палмера заједно са агентом из Лос Анђелеса Семом Ханом отети су и затворени од стране жене која тврди да је агенткиња ЦИА-е који истражује Сајмона Вилијамса. У међувремену, главни агент из Вашингтона Паркер ради са филијалом са Хаваја да пронађе њихове нестале саиграче. Слично стање имају и са агенткињом ЦИА-е за коју се испоставља да је варалица. Екипа на крају открива да је Сајмон Вилијамс назив за рачунарски програм одговоран за податке вредне више година и да је свако ко је повезан са њим сада у озбиљној опасности.Када је Килбрајд нестао, Фатиму и Раунтрија нападају наоружани људи предвођени лажном агенткињом ЦИА-е Морган Милер и отимају Раунтрија. Екипа наставља да ради са својим колегама из Вашингтона и са Хаваја на проналажењу Раунтрија кога муче због података о томе где се Килбрајд налази.                                                                                            |                   |                   | |                           | |                             |

## Пријем

### Критички пријем
Прву епизоду серије "Идентитет" погледало је 18,73 милиона гледалаца са уделом од 4,4/11 у скупини становништва од 18 до 49 година и стога је освојила свој термин. Била је то друга најгледанија серија ове недеље, иза само изворне серије Морнарички истражитељи.
Рецензије о серији су различите. Има оцену 59/100 на Metacritic-у. Према Мери Мекнамари из Лосанђелеског времена, „Злочин је интригантан и вишеструк, његово решавање захтева добар баланс уличне памети и пуно пуцњаве. Али као и код изворне серије, нагласак је на ликовима екипе... Лос Анђелес, у међувремену, изгледа фантастично, пријатна мешавина ноара и застоја, а постоји и количина стабилности која је утешна у овим несигурним временима." Рецензент Новојоршких дневних вести Дејвид Хинкли био је критичнији према серији рекавши да, иако „све то даје сат времена пристојне забаве и има простора за довољно развоја ликова да би Морнарички истражитељи: Лос Анђелес дао своју личност, ... премијерна епизода не би требало ни мало да личи на нешто што смо већ видели."
Том Шејлс из Вашингтонске објаве сматра да, „серија Морнарички истражитељи: Лос Анђелес обавља свој посао... То је поступак који следи строго утврђен поступак, али има допадљиве ликове, лоше момке који се не допадају и повремене запањујуће снимке ЛА-а“. Роберт Бјанко из часописа САД Данас сабрао је то као „употребљив сат који узима формулу серије Морнарички истражитељи – лагани тон и много зезања умотаних око прилично рудиментарног истражног заплета – и преноси га у посебно, тајно одељење морнаричких истражитеља у Лос Анђелесу. Ништа више, али ни ништа мање“. Холивудски извештач је упоредио серију са серијом Екипа А "истим безбрижним приступом стањима живота или смрти. Можда је највећа промена то што серија Морнарички истражитељи: Лос Анђелес постиже своје неизбежно повољне исходе са мало више интелекта и мало мање тестостерона." IGN је навео да, иако „серија Морнарички истражитељи: Лос Анђелес баш и не измишља полицијски поступак... то је још један натпросечан унос, потпомогнут чињеницом да људи иза серије знају шта раде“ и на крају је дао епизода а 7,7/10.

### Гледаност
Котирање серије по циклусу (на основу просечног укупног броја гледалаца по епизоди) серије морнарички истражитељи: Лос Анђелес на ЦБС-у.
| Сезона | Време емитовања                                      | Број епизода | Премијера           | Премијера                          | Крај            | Крај                           | TВ Сезона | Место | Гледаоци (у милионима) |
| Сезона | Време емитовања                                      | Број епизода | Датум               | Премијерна гледаност (у милионима) | Датум           | Крајња гледаност (у милионима) | TВ Сезона | Место | Гледаоци (у милионима) |
| ------ | ---------------------------------------------------- | ------------ | ------------------- | ---------------------------------- | --------------- | ------------------------------ | --------- | ----- | ---------------------- |
| 1      | Уторком у 21:00                                      | 24           | 22. септембар 2009. | 18.73                              | 25. мај 2010.   | 13.12                          | 2009–10   | 9     | 16.08                  |
| 2      | Уторком у 21:00                                      | 24           | 21. септембар 2010. | 15.76                              | 17. мај 2011.   | 15.61                          | 2010–11   | 7     | 16.54                  |
| 3      | Уторком у 21:00                                      | 24           | 20. септембар 2011. | 16.71                              | 15. мај 2012.   | 15.19                          | 2011–12   | 7     | 16.01                  |
| 4      | Уторком у 21:00                                      | 24           | 25. септембар 2012. | 16.74                              | 14. мај 2013.   | 13.52                          | 2012–13   | 4     | 17.31                  |
| 5      | Уторком у 21:00                                      | 24           | 24. септембар 2013. | 16.35                              | 13. мај 2014.   | 14.85                          | 2013–14   | 4     | 16.03                  |
| 6      | Понедељком у 22:00                                   | 24           | 29. септембар 2014. | 9.48                               | 18. мај 2015.   | 9.33                           | 2014–15   | 27    | 11.72                  |
| 7      | Понедељком у 22:00                                   | 24           | 21. септембар 2015. | 7.89                               | 2. мај 2016.    | 8.10                           | 2015–16   | 24    | 11.11                  |
| 8      | Недељом у 20:00                                      | 24           | 25. септембар 2016. | 10.34                              | 14. мај 2017.   | 9.40                           | 2016–17   | 11    | 12.51                  |
| 9      | Недељом у 21:00                                      | 24           | 1. октобар 2017.    | 8.95                               | 20. мај 2018.   | 7.82                           | 2017–18   | 21    | 10.71                  |
| 10     | Недељом у 21:00                                      | 24           | 30. септембар 2018. | 8.75                               | 19. мај 2019.   | 5.28                           | 2018–19   | 28    | 9.85                   |
| 11     | Недељом у 21:00                                      | 22           | 29. септембар 2019. | 6.44                               | 26. април 2020. | 5.26                           | 2019–20   | 28    | 8.91                   |
| 12     | Недељом у 20:00 (Еп. 1-8) Недељом у 21:00 (Еп. 9-18) | 18           | 8. новембар 2020.   | 6.35                               | 23. мај 2021    | 6.18                           | 2020–21   | 22    | 7.80                   |
| 13     | Недељом у 21:00                                      | 22           | 10. октобар 2021.   | 5.85                               | 2. мај 2022     | 4.44                           | 2021–22   | 26    | 7.28                   |
| 14     | Недељом у 22:00                                      | 21           | 9. октобар 2022.    | 4.33                               | 21. мај 2023.   | 5.24                           | 2022–23   | 27    | 6.42                   |

## Снимање
У новембру 2008. објављено је да ће први спиноф серије Морнарички истражитељи смештен у Лос Анђелесу бити представљен дводелном пробном епизодом током шесте сезоне серије Морнарички истражитељи. Посебни агент Џи Кален је у почетку био оперативац ЦИА-е кога је створио Шејн Бренан за серију која никада није произведена. Пошто је преузео дужност директора серије које је претходно обављао Доналд П. Белисарио у серији Морнарички истражитељи, Бренан је искористио могућност спинофа да своју причу доведе до остварења.
Бренан је намеравао да серија одржи атмосферу серије Пороци Мајамија кроз своја два водећа лика, Калена и агента Сема Хане. Међутим, лик Ларе Мејси је написан да послужи као паралела Гибсу, вођи екипе изворне серије. Мејсијеву је глумила Луиз Ломбард у пробним епизодама, али она није била пребачена у спиноф, а Бренан је успео да произведе серију како ју је првобитно замислио.
Серија је била позната као Морнарички истражитељи: Легенде док је била у продукцији (односи се на епизоде  у којима је представљен спиноф), а друга имена која су се разматрала била су и ОСП: Одељење за специјалне пројекте, Морнарички истражитељи: ОСП и морнарички истражитељи: Тајни задатак. Снимање је почело у фебруару 2009. године, а ликови су представљени у дводелној епизоди под називом „Легенда“ чији је први део емитован 28. априла 2009. Ове епизоде су послужиле као пробне епизоде за серију, а на начин сличан начину је и серија Морнарички истражитељи представљена кроз дводелну пробну епизоду у серији Војни адвокати.
У мају 2009. ЦБС је покренуо серију.
Дана 20. јануара 2023. године објављено је да ће се серија завршити након четрнаесте сезоне, а завршница серије биће емитована 21. маја 2023.

### Тужба
У априлу 2011. творац серије Морнарички истражитељи Доналд Белисарио тужио је ЦБС због серије Морнарички истражитељи: Лос Анђелес због његовог уговора који му је дао „прву прилику“ да развије спиноф или наставак. Судија је тужбу одбацио у јуну 2012. Међутим, разговори су настављени између ЦБС-а и Белисарија, а у јануару 2013. спор је решен ван суда недељу дана пре него што је требало да крене на суђење. Услови споразума нису објављени, али су описани као пријатељски.

## Емитовање
У Азији, серија се емитује на AXN-у и ТВЈедан Пакистан. У Великој Британији, серија премијерно приказује своју последњу сезону прво на Скај 1, са наредним сезонама и репризама, а затим се емитује и на Каналу 5. У Холандији серија се емитује на НЕТ5. Серија Морнарички истражитељи: Лос Анђелес се емитује на Мрежи десет, каналу Један и TVH!ts-у (раније ТВ1). Од децембра 2019. емитује се на Fox Crime-у пошто је TVH!ts преименован у Fox 1 у Аустралији. У Израелу се емитује на Хот зоне и ХБО-у. У Португалији серија се емитује на Fox-у. Следеће је емитована на М6 у Француској, 13. улици у Данској и Немачкој и на Universal Channel-у у Италији.

## Кућна издања
Првих девет сезона је објављено на ДВД-у у окрузима 1, 2 и 4, а 1. сезона је објављена на Blu-ray диску у округу А. ДВД издање прве сезоне укључује пробну епизоду из два дела која је емитована као део шесте сезоне серије Морнарички истражитељи која је такође била укључена на ДВД-у 6. сезоне исте. Сва издања дистрибуира "Paramount Home Entertainment".

## Могући спиноф
Дана 5. новембра 2012. Холивудски рок је објавио прве вести о спинофу серије Морнарички истражитељи: Лос Анђелес под називом Морнарички истражитељи: Црвено. Нови ликови су представљени током дводелне епизоде у серији Морнарички истражитељи: Лос Анђелес. Спиноф би представљао екипу мобилних агената који путују широм земље да би решили злочине. Ово би био други узастопни спиноф у франшизи Морнарички истражитељи. Међутим, 15. маја 2013. ЦБС је потврдио да је серија Морнарички истражитељи: Црвено ипак прескочена и да се неће снимати. Скот Грајмс поново је тумачио своју улогу посебног агента Дејва Флина из неуспелог огранка током осме сезоне серије Морнарички истражитељи: Лос Анђелес.

## Прилагођавања
У августу 2016. године, издавачка кућа "Titan Books" је објавила књигу Морнарички истражитељи: Крајност Џерома Прајслера. Три месеца касније, уследио је роман Морнарички истражитељи: Рупа који је написао Џеф Мариот. Обе књиге садрже изворне приче у којима се појављују ликови из емисије.

## Напомена
1. ↑  Прва епизода девете и трећа десете сезоне емитоване су у 21:30. Претпоследња епизода девете сезоне емитована је у 20:00. Последње четири епизоде десете и последња једанаесте сезоне емитоване су у 22:00.
2. ↑  Друга, трећа и осма епизода емитоване су у 21:30, а тринаеста и осамнаеста у 20:00.
3. ↑  Време емитовања епизода је варирало због преноса фудбалских утакмица (друга епизода је емитована у 22:41, четврта и једанаеста у 21:00, пета у 22:34, седма у 22:48, девета у 21:34, четрнаеста у 22:06, петнаеста и шеснаеста у 22:39, а седамнаеста у 22:03.).